# Гердорф
Гердорф (нім. Herdorf) — місто в Німеччині, розташоване в землі Рейнланд-Пфальц. Входить до складу району Альтенкірхен. Складова частина об'єднання громад Гердорф-Дааден.
Площа — 18,00 км2. Населення становить 6559 ос. (станом на 31 грудня 2020).

## Галерея

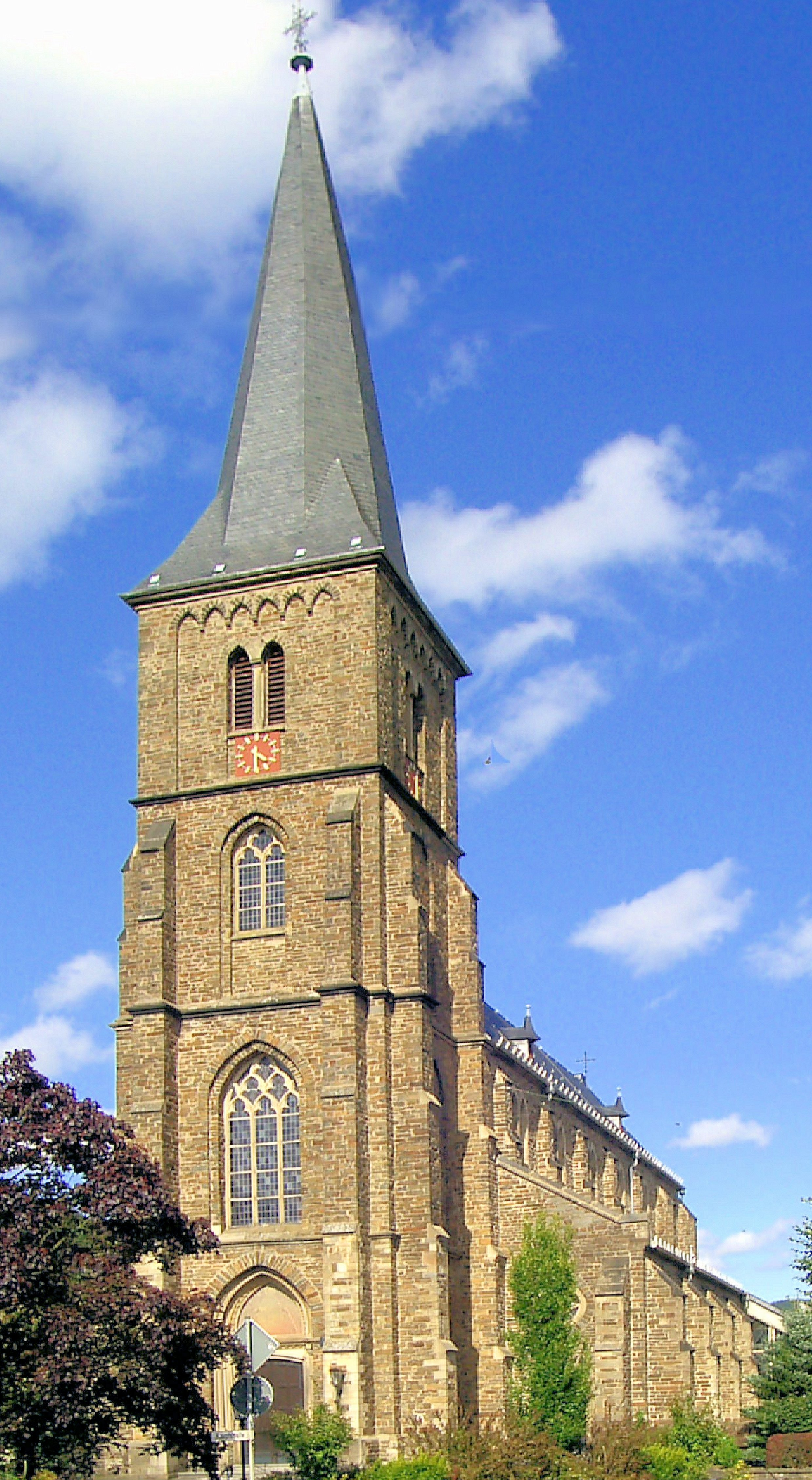
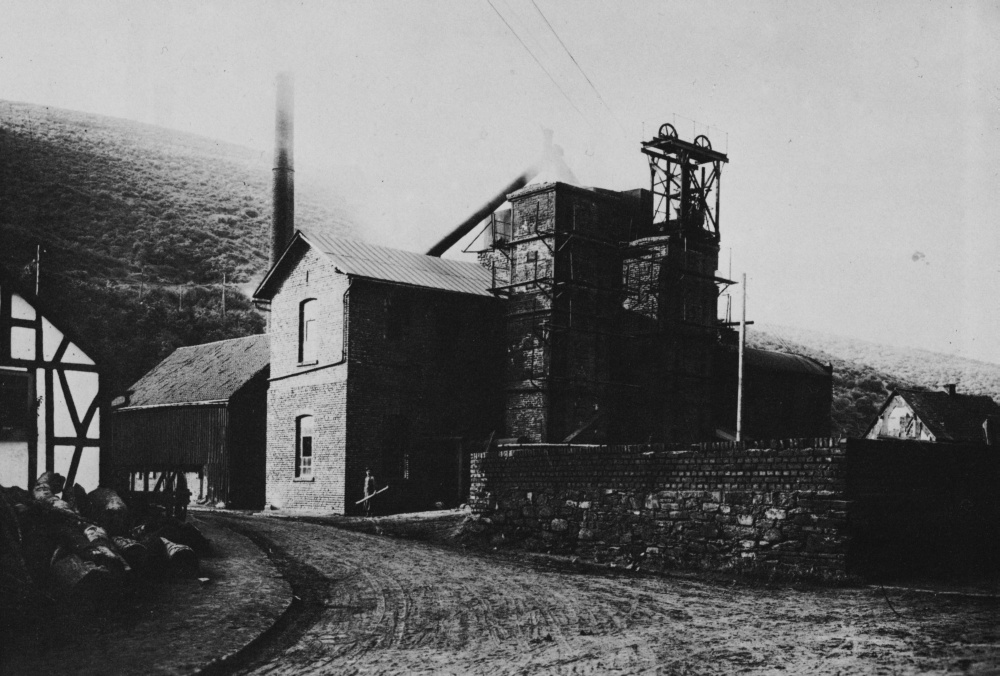